# Spoorlijn Varde - Tarm
Vestbanen, ook wel Nebelbanen genoemd, is een lokale spoorlijn tussen Varde en Nørre Nebel en tot 1940 ook tussen Nørre Nebel en Tarm van het schiereiland Jutland in Denemarken.

## Geschiedenis

### Varde-Nørre Nebel

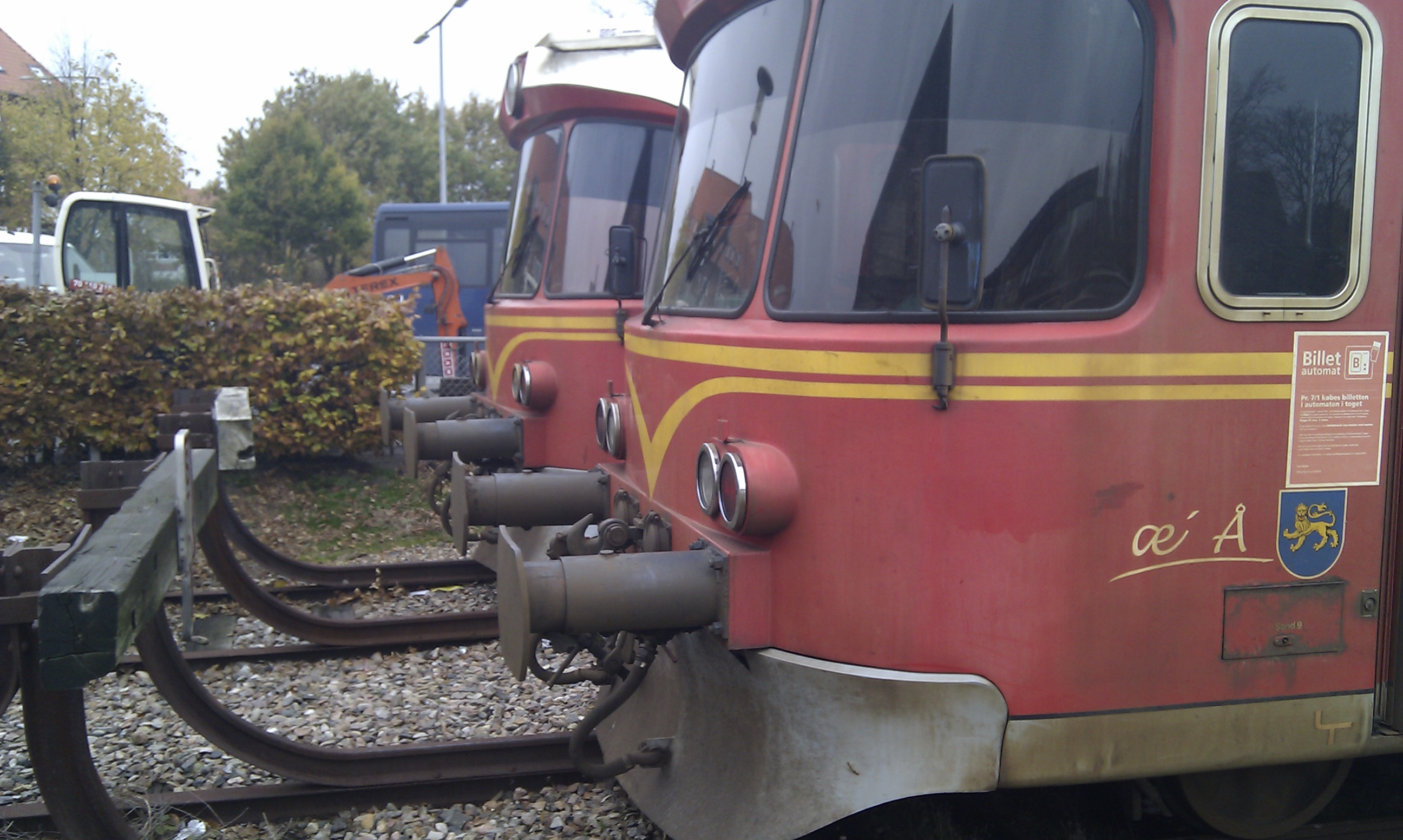
Materieel op station Varde in oktober 2010

De eerste plannen voor een spoorlijn tussen Nymindegab, Nørre Nebel en Varde dateren uit 1878. Echter doordat de inwoners van de handelsstad Varde vreesden dat de spoorlijn de klanten naar Esbjerg zou trekken werden deze plannen afgewezen. De strijd tussen de voorstanders en tegenstanders duurde zo'n 20 jaar, waarna er alsnog overeenstemming werd verkregen voor een spoorlijn tussen Varde en Nørre Nebel. De aanleg begon in 1901 en op 15 maart 1903 werd de spoorlijn in gebruik genomen door de Varde-Nørre Nebel Jernbane (VNJ). De spoorlijn loopt vanaf Varde in westelijke richting naar Oksbøl en vandaar in noordelijke richting naar Nørre Nebel. De lijn werd tot 1919 geëxploiteerd door de VNJ, waarna de VNJ en NTJ (Nørre Nebel-Tarm Jernbane) fuseerden in Varde-Nørre Nebel-Tarm Jernbane (VNTJ). Nadat de spoorlijn tussen Nørre Nebel en Tarm in 1940 werd stilgelegd wijzigde VNTJ haar naam weer in Varde-Nørre Nebel Jernbane (VNJ).

### Nørre Nebel-Tarm
Tien jaar na aanleg van de spoorlijn van Varde naar Nørre Nebel, werd de lijn vanuit Nørre Nebel doorgetrokken naar Tarm, geopend op 4 november 1913. De lijn werd tot 1919 geëxploiteerd door de Nørre Nebel-Tarm Jernbane (NTJ), waarna de VNJ en NTJ fuseerden in Varde-Nørre Nebel-Tarm Jernbane (VNTJ). Op 1 september 1940 werd de spoorlijn tussen Nørre Nebel en Tarm gesloten.

### Nørre Nebel-Nymindegab
Na mislukte pogingen om aanvankelijk een spoorlijn tussen Varde en Nymindegab aan te leggen, werd uiteindelijk een spoorlijn tussen Varde en Nørre Nebel aangelegd. In verband met de Tweede Wereldoorlog werd de lijn omstreeks 1940 alsnog doorgetrokken van Nørre Nebel naar Nymindegab en de militaire basis aldaar. In 1954 werd het treinverkeer tussen Nørre Nebel en Nymindegab gestaakt, waarna deze lijn nog in gebruik bleef voor goederentreinen, militaire treinen en historische treinen.

### Hesselmed-Nørre Oksby
Tijdens de Tweede Wereldoorlog, omstreeks 1943/1944 bouwde de Wehrmacht een zijlijn van ongeveer 13 km naar de Tirpitz stelling in Nørre Oksby, die tussen Hesselmed en Oksbøl aansloot op de lijn uit Varde. Na de oorlog, omstreeks 1946/1947 werd deze zijlijn gesloten en afgebroken.

### Hesselmed-Oksbøl Sydlejr
In 1978 werd tussen Hesselmed en Oksbøl een aftakking gemaakt met een lijn van ongeveer 4 km naar Oksbøl Sydlejr ten behoeve van een militaire basis. Deze zijlijn werd geopend in januari 1979.

## Huidige toestand
In 2002 werd de VNJ overgenomen door Arriva Danmark, die de spoorlijn tussen Varde en Nørre Nebel onder de bijnaam Vestbanen tot de zomer van 2012 met het materieel van het type Lynette bleef exploiteren. Deze treinstellen werden aan een mijnbedrijf in Peru verkocht. Inmiddels wordt de treindienst uitgevoerd met een treinstel van het type LINT. Het traject tussen Nørre Nebel en Nymindegab kan tegenwoordig worden bereden met spoorfietsen.